# Walckenaeria orientalis
Walckenaeria orientalis este o specie de păianjeni din genul Walckenaeria, familia Linyphiidae. A fost descrisă pentru prima dată de Oliger, 1985. Conform Catalogue of Life specia Walckenaeria orientalis nu are subspecii cunoscute.